# 킴 안데르손
킴 안데르손(Kim Anderzon, 1943년 3월 20일 ~ 2014년 10월 24일)은 스웨덴의 배우이다. 제19회 굴드바게상 여우주연상 수상자이다.